# Concert per a orquestra de corda (Bacewicz)
El Concert per a orquestra de corda, IGB 5, va ser compost per Grażyna Bacewicz el 1948. Es va estrenar el 18 de juny de 1950 a Varsòvia amb l'Orquestra Simfònica Nacional de la Ràdio Polonesa, dirigida per Grzegorz Fitelberg. Té una durada d'uns 15 minuts. És l'obra més interpretada i popular de l'artista polonesa.

## Moviments
- 1. Allegro
- 2. Andante
- 3. Vivo

## Recepció
El Concert per a orquestra de corda es va estrenar durant una reunió de l'Assemblea General de la Unió de Compositors Polonesos. El mateix any de l'estrena, Bacewicz va rebre el Premi Nacional i va ser interpretada als Estats Units per la National Symphony Orchestra a Washington, DC. El crític polonès Stefan Kisielewski va elogiar Bacewicz per haver salvat «l'honor dels compositors polonesos», qualificant l'obra de «Concert de Brandenburg modern».

## Música
Bacewicz va basar el seu concert en l’estructura del concerto grosso barroc, tot integrant-hi un tractament precís de la tonalitat i del desenvolupament motívic, que dona protagonisme als intèrprets solistes. Witold Lutosławski va escriure: «El Concerto for Strings és probablement el punt culminant d’aquell període ‘sense artificis’ en l’obra de Grażyna, que les enciclopèdies anomenen simplistament 'neoclàssic'». A Bacewicz no li agradava aquesta categorització.
El primer moviment, marcat pesante, presenta escales ascendents i descendents que generen harmonies inesperades. Els solos es reparteixen entre els instruments, destacant diferents intèrprets. L'ús de l'extensió és clau, amb els violoncels pujant alt i els violins explorant registres baixos, creant un efecte d'expansió reforçat per canvis dinàmics sobtats i esclats intensos. Els violins amb sordina obren el segon moviment amb un to eteri, donant pas a un cantabile solo del violoncel. Bacewicz afegeix expressivitat amb semitons inesperats. La melodia ascendent de la viola passa al violí solista, fusionant els timbres. El moviment s'expandeix fins a 12 parts independents. El darrer moviment, enèrgic, comença amb les cordes a l’uníson, però aviat es fragmenta. Les veus es divideixen progressivament, mentre les escales recurrents donen lloc a passatges virtuosos i girs melòdics que impulsen la peça cap a un final vibrant.